# Olympische Jugend-Sommerspiele 2018/Teilnehmer (Afghanistan)
| Gelbes Symbol für Goldmedaillen mit stilisierten Olympischen Ringen | Graues Symbol für Silbermedaillen mit stilisierten Olympischen Ringen | Braundes Symbol für Bronzemedaillen mit stilisierten Olympischen Ringen |
| ------------------------------------------------------------------- | --------------------------------------------------------------------- | ----------------------------------------------------------------------- |
| —                                                                   | —                                                                     | 1                                                                       |

Die Jugend-Olympiamannschaft aus Afghanistan für die III. Olympischen Jugend-Sommerspiele vom 6. bis 18. Oktober 2018 in Buenos Aires (Argentinien) bestand aus drei Athleten.
Erstmals konnte eine olympische Medaille bei Jugendspielen gewonnen werden: Der Taekwondoin Nisar Ahmad Abdul Rahimzai gewann Bronze in der Klasse über 73 Kilogramm.

## Athleten nach Sportarten

### Boxen
Jungen
- Sultan Mohammad Naeemi
Fliegengewicht (bis 52 kg): 6. Platz

### Leichtathletik
Mädchen
- Nazi Yari
100 m: DNS (Lauf 2)

### Taekwondo
Jungen
- Nisar Ahmad Abdul Rahimzai
Klasse über 73 kg: Bronze